# ضربه پنالتی (فوتبال)
ضربه پنالتی (به انگلیسی: Penalty kick) در ورزش فوتبال، ضربه‌ای است که در صورت خطای حریف در محوطه جریمه توسط تیم مقابل از روی نقطه پنالتی (فاصله ۱۱ متری دروازه) زده می‌شود. البته جریمه برخی از خطاها در محوطه جریمه ضربهٔ غیرمستقیم می‌باشد. در پایان برخی از بازی‌های حذفی نیز برای تعیین برنده پنالتی زده می‌شود.
البته در بعضی از مقاطع مثل جام‌های حذفی اگر بازی مساوی شود و در وقت اضافه هم دو تیم نتیجه‌ای جز تساوی نگیرند، ضربات پنالتی برای دو تیم در نظر گرفته می‌شود که تعداد این ضربات، ۵ ضربه است. پنالتی در بازیهای ملی مانند جام جهانی فوتبال وقتی تیمی از مرحله گروهی صعود می‌کند چون از حالت امتیازی خارج شده و به حالت حذفی می‌رسد درصورت نتیجه مساوی به پنالتی کشیده می‌شود تا تیم صعودکننده را مشخص کند اما در بازی‌های حذفی بدون امتیاز و رسمی اگر در وقت معمول و اضافه بازی با نتیجه تساوی به پایان برسد ضربات پنالتی مشخص کننده تیم صعودکننده است. (در جام جهانی ۲۰۲۲ از این روش قهرمان مشخص شد و آرژانتین قهرمان جهان شد) 

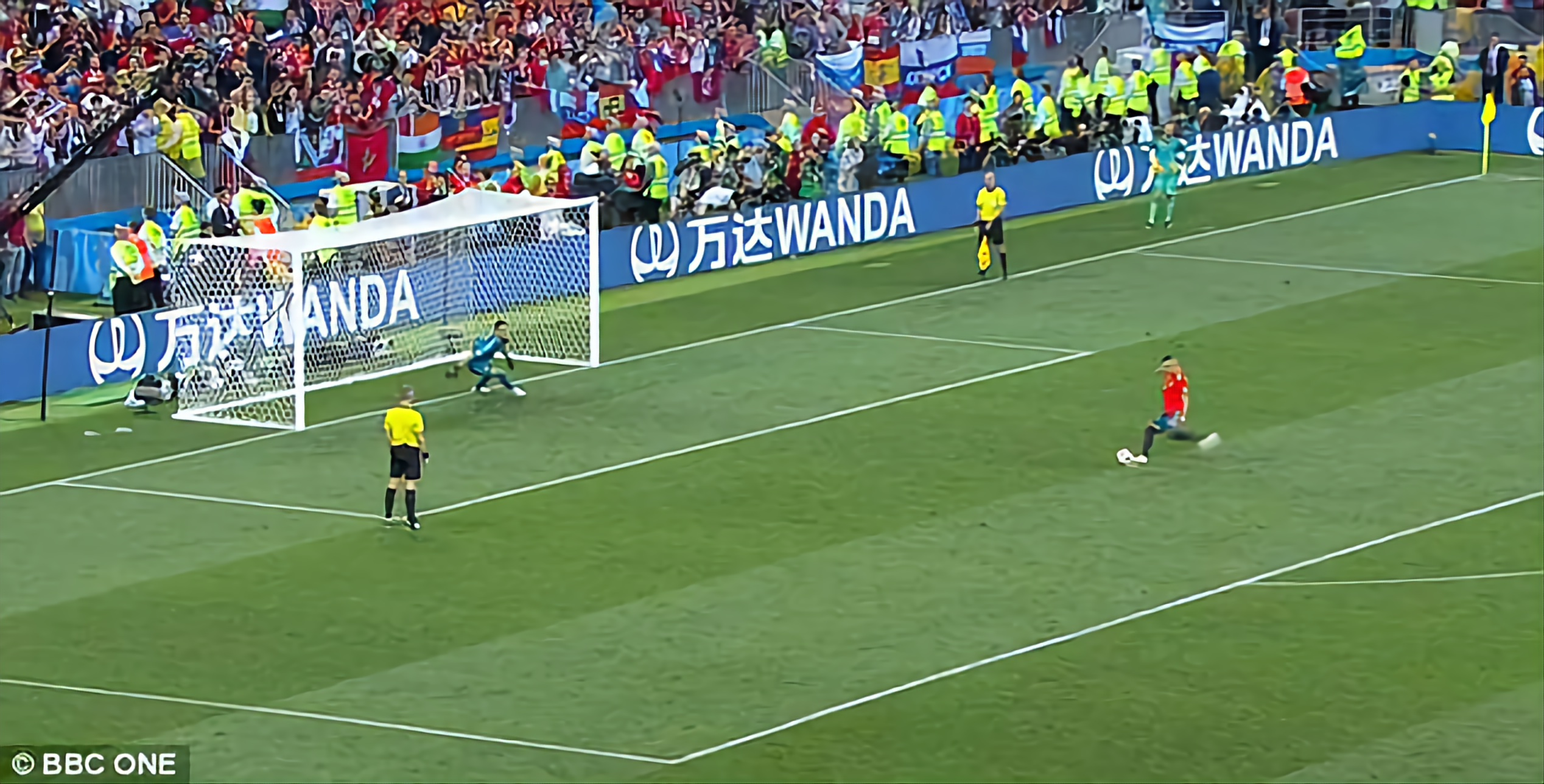
ضربه پنالتی

## در زمان بازی
وقتی که بازیکن یکی از ده خطایی را که جریمه اش ضربه آزاد مستقیم است، در داخل محوطه جریمه خودش و زمانی که توپ در بازی است، انجام دهد، یک ضربه پنالتی برای تیم مقابل اعلام می‌شود. اگر در پایان هر نیمه یا پایان هر وقت اضافی پنالتی اتفاق افتد، اجازه داده می‌شود که ضربه پنالتی زده شود.

### خطاهای ده‌گانه
ده خطای زیر، که داور مسابقه آن را خطا اعلام کند، یک ضربه آزاد مستقیم (پنالتی) گرفته می‌شود، عبارتند از:
1. لگد زدن یا اقدام به آن
2. پشت پا زدن یا اقدام به آن
3. پریدن روی بازیکن حریف
4. تنه زدن به حریف
5. زدن یا اقدام به آن
6. هل دادن حریف
7. تکل روی حریف برای کسب توپ اما قبل از لمس توپ به حریف برخورد کند
8. آب دهان انداختن به حریف
9. گرفتن حریف
10. دست زدن عمدی به توپ (به جز دروازه‌بان) در داخل محوطه جریمه خود

### علت
اگر بازیکنانی به غیر از دروازه‌بان توپ را در محوطه جریمه با دست بگیرد خطای هَند پنالتی گرفته می‌شود و اگر روی بازیکن تیم در محوطه جریمه خطا صورت گیرد، ضربه پنالتی اعلام می‌شود.

### قوانین اجرا
در هنگام ضربه توپ باید ثابت روی نقطه پنالتی باشد. بازیکن زننده باید کاملاً مشخص باشد و دروازه‌بان بی حرکت روی خط دروازه بایستد. بقیه بازیکنان دو تیم هم باید پشت خط محوطه جریمه و قوس بایستند.

### تخلفات
۱- در صورت وارد شدن یکی از بازیکنان به داخل محوطه جریمه یکی از حالات زیر اتفاق می‌افتد:
- اگر بازیکن از تیم ضربه زننده باشد در صورت گل شدن توپ تکرار ضربه و در صورت گل نشدن ضربه تکرار نخواهد شد.
- اگر بازیکن از تیم مقابل ضربه زننده باشد در صورت گل شدن گل قبول و در صورت گل نشدن تکرار ضربه.

۲- در صورت تخلف دروازه‌بان روی خط:
- در هر دو صورت تکرار ضربه.

۳- در مورد مکث ضربه زننده هیچ قانونی ثبت نشده است.
۴- در صورت برخورد ضربه پنالتی به تیرک، بازیکن زننده پنالتی نمی‌تواند برگشت آن را گل کند و بازیکن دیگری از تیم باید خود را به توپ برگشتی برساند.